# Каджар, Риза-Кули-Мирза
Персидский Принц Риза-Кули-Мирза Каджар (азерб. Rzaqulu Mirzə Qacar; 1837, Тебриз — 1894, Шуша, Елизаветпольская губерния) — офицер русской императорской армии, генерал-майор (1883), флигель-адъютант (1866—1883, первый азербайджанец, удостоенный этого звания), командир 4-го взвода (мусульман) лейб-гвардии Кавказского эскадрона Собственного Его Императорского Величества конвоя, член царского дома Каджаров, участник Кавказской войны и русско-турецкой войны 1877—1878 гг..
Риза-Кули-Мирза Каджар — третий сын генерал-губернатора Азербайджана Бахмана Мирзы Каджара, отец генерал-майора русской императорской армии Акбер-Мирзы Каджара, подполковника русской императорской армии Фатали-Мирзы Каджара, полковника русской императорской армии Александра Петровича Риза-Кули-Мирза Каджара.

## Биография

### Происхождение
Риза-Кули-Мирза Каджар родился 14 августа 1837 года в семье губернатора Бурджухида и Тегерана, а в дальнейшем — генерал-губернатора Азербайджана Бахмана-Мирзы Каджара и был третьим его сыном. Его матерью, предположительно, была Малек-Султан-ханум, дочь персидского принца Мамед-Таги-мирзы, носившим титул «Гусамус-Султане» («Меч Державы»), который был сыном Фатали-шаха и приходился родным дядей Бахмана-Мирзы Каджара. Старшими братьями Риза-Кули-Мирзы Каджара были Ануширван-Мирза, сын Малек-Султан-ханум, и Джелаледдин-Мирза, родной брат (рождённый от одной матери) Риза-Кули-Мирзы.
Согласно послужным спискам, Риза-Кули-Мирза Каджар был мусульманином шиитского толка и воспитывался в доме родителей.

### Начало военной карьеры
4 февраля 1860 года поступил на службу корнетом в лейб-гвардии Кавказский эскадрон Собственного Его Императорского Величества Конвоя, став тем самым первым из сыновей Бахмана-Мирзы Каджара, начавшим служить в русской армии. 6 июня этого же года прибыл в эскадрон.
27 марта 1861 года высочайшим повелением, объявленным в предписании командующего Императорской главной квартирой, получил титул «светлости», а 31 марта (или мая) этого же года ему был пожалован бриллиантовый перстень.
В апреле 1862 года принимал участие в занятии Даховского общества Кубанской области. 19 декабря этого же года был назначен командующим 4-м взводом (мусульман) лейб-гвардии Кавказского эскадрона Собственного Его Императорского Величества Конвоя.
30 августа 1863 года за отличие по службе был произведён в поручики.
В мае 1864 году принимал участие в походе против горцев в экспедиции в Ахчипсу Кубанской области. С 3 октября 1864 года по 6 сентября 1865 года находился в командировке на Кавказе «для выбора молодых людей из кавказских туземцев для укомплектования лейб-гвардии Кавказского эскадрона Собственного Его Императорского Величества Конвоя и привода их в Петербург».
28 октября 1866 года был назначен флигель-адъютантом; утратил это звание 15 мая 1883 года в связи с производством в генерал-майоры с зачислением в запас.
Высочайшим приказом 28 октября 1876 года был назначен командующим конно-иррегулярной бригадой в составе Елизаветпольского и Закатальского конно-иррегуляных полков. Бригада вошла в состав Эриванского отряда русских войск.

## Награды
Ордена
- Орден Святого Станислава 3-й степени с мечами и бантом — за отличную храбрость и мужество, оказанные в делах против горцев в экспедиции при занятии Даховского общества в апреле 1862 года (3 ноября 1862 года)[8];
- Орден Святой Анны 3-й степени с мечами и бантом, для нехристиан установленный — за отличие, оказанное им в военных действиях ахчипсхувского отряда в мае 1862 года (9 марта 1865)[9];
- Персидский орден Льва и Солнца 1-й степени (лента и звезда; предположительно август 1866 года)[11];
- Орден Святого Станислава 2-й степени с мечами — за отлично-усердную службу (30 августа 1868 года)[11];
- Прусский орден Короны 2-й степени — по случаю пребывания в Петербурге императора германского короля прусского Вильгельма (18 мая 1873 года)[12];
- Орден Святого Владимира 4-й степени, для нехристиан установленный — за труды, понесённые в Амударьинской учёной экспедиции (7 апреля 1875 года)[13];
- Орден Святой Анны 2-й степени с мечами, для нехристиан установленный — за отличие в делах против турков в апреле, мае и июне 1877 года при защите Баязета и при освобождении от осады Баязетского гарнизона (25 декабря 1877)[14];
- Орден Святого Владимира 3-й степени, для нехристиан установленный — за отлично-усердную службу (6 октября 1888 года)[15];
- Орден Святого Станислава 1-й степени, для нехристиан установленный — за отлично-усердную службу (30 августа 1892 года)[15].

Медали
- Серебряная медаль «За покорение Западного Кавказа 1859—1864 гг.»[9]
- Серебряно-бронзовая медаль в память Русско-турецкой войны 1877-1878 гг.[14];
- Тёмно-бронзовая медаль для ношения на груди на Александровской ленте в память коронования императора Александра III (5 августа 1884 года)[15].

Нагрудные знаки
- Крест «За службу на Кавказе»[9] (1864);
- Французский знак отличия, присвоенный званию «Officier de l’instruction Publique» (22 мая 1891 года)[15].